# Галин, Пётр Иванович
Пётр Иванович Галин (1923—1990) — полковник Советской Армии, участник Великой Отечественной войны, Герой Советского Союза (1945).

## Биография
Пётр Галин родился 30 января 1923 года в селе Струнино (ныне — город во Владимирской области) в рабочей семье. Окончил десять классов средней школы. В июле 1941 года Галин был призван на службу в Рабоче-крестьянскую Красную Армию. В 1943 году он окончил военное училище самоходной артиллерии. С июля 1943 года — на фронтах Великой Отечественной войны. К августу 1944 года лейтенант Пётр Галин командовал батареей 1452-го самоходного артиллерийского полка 19-го танкового корпуса 1-го Прибалтийского фронта. Отличился во время освобождения Литовской ССР.
7—12 августа 1944 года Галин в боях у города Биржай выдвинул орудия батареи навстречу контратакующим немецким танковым подразделениям и подбил четыре танка и четыре противотанковых орудия. В дальнейшем в течение двух часов батарея отразила несколько контратак и подбила 12 танков противника.
Указом Президиума Верховного Совета СССР от 24 марта 1945 года за «образцовое выполнение боевых заданий командования и проявленные при этом мужество и героизм» лейтенант Пётр Галин был удостоен высокого звания Героя Советского Союза с вручением ордена Ленина и медали «Золотая Звезда» за номером 5985.
После окончания войны Галин продолжил службу в Советской Армии. В 1972 году в звании полковника он был уволен в запас. Проживал в Киеве. Умер 2 апреля 1990 года, похоронен на Берковецком кладбище Киева.

## Награды
- Медаль «Золотая Звезда» Героя Советского Союза.
- Орден Ленина.
- Орден Красного Знамени.
- Орден Отечественной войны 1-й степени.
- Орден Красной Звезды.
- Медали[1].